# Tre Jones
Tre Isiah Jones (ur. 8 stycznia 2000 w Apple Valley) – amerykański koszykarz występujący na pozycji rozgrywającego, aktualnie zawodnik San Antonio Spurs.
W 2018 wystąpił w meczu gwiazd amerykańskich szkół średnich McDonald’s All-American, Jordan Classic, Nike Hoop Summit. Został też wybrany najlepszym zawodnikiem szkół średnich stanu Minnesota (Minnesota Mr. Basketball - 2018, Minnesota Gatorade Player of the Year - 2017, 2018). Został też zaliczony do II składu USA Today’s All-USA (2018).

## Osiągnięcia
Stan na 27 lipca 2021, na podstawie, o ile nie zaznaczono inaczej.
NCAA
- Uczestnik rozgrywek Elite 8 turnieju NCAA (2019)
- Mistrz turnieju konferencji Atlantic Coast (ACC – 2019)
- Koszykarz roku konferencji ACC (2020)[4]
- Obrońca roku ACC (2020)[5]
- Wybrany do:
  - I składu:
    - ACC (2020)
    - najlepszych pierwszorocznych zawodników ACC (2019)
    - defensywnego ACC (2019, 2020)
    - turnieju:
      - Maui Invitational (2019)
      - 2K Sports Classic (2020)

  - II składu:
    - All-American (2020 – przez USA Today)
    - turnieju ACC (2019)

  - III składu All-American (2020 – przez AP, USBWA, NABC)
  - składu honorable mention All-ACC (2019)
- Zawodnik kolejki ACC (13.01.2020, 10.02.2020)
- Najlepszy pierwszoroczny zawodnik kolejki ACC (23.12.2018)

Indywidualne
- Zaliczony do III składu NBA G League (2021)[6]

Reprezentacja
- Mistrz Ameryki U–16 (2015)